# Krigsåret 1837

## Pågående krig
- Första Carlistkriget (1834-1837)

- Kaukasiska kriget (1817-1864)
  - Imanatet Kaukasus på ena sidan
  - Ryssland på andra sidan